# دليك (جنس)
دِلِّيك  جنس نباتات مهده جنوب إفريقيا في الشيخاوية في الفصيلة النجمية. تستخدم بعض الأنواع نباتات حدائق. تشمل الأصناف "Gold Rush".